# Boult
Boult ist eine französische Gemeinde im Département Haute-Saône in der Region Bourgogne-Franche-Comté.

## Geographie
Boult liegt auf einer Höhe von 245 m über dem Meeresspiegel, sieben Kilometer südwestlich von Rioz und etwa 16 Kilometer nördlich der Stadt Besançon (Luftlinie). Das Dorf erstreckt sich im Süden des Departements, nördlich des Tals des Ognon in der breiten Talmulde der Tounolle am Südrand der Höhen des Bois du Chanois.
Die Fläche des 14,62 km² großen Gemeindegebiets umfasst einen Abschnitt der gewellten Landschaft zwischen den Flusstälern von Ognon im Süden und Saône im Nordwesten. Der zentrale Teil des Gebietes wird von Norden nach Süden vom Tal der Tounolle durchquert, die für die Entwässerung zum Ognon sorgt. Die Mulde von Boult, die durchschnittlich auf 260 m liegt, ist dank ihrer Alluvialböden fruchtbar und wird landwirtschaftlich intensiv genutzt. Nach Osten steigt das Gelände langsam an, und das Gemeindeareal reicht bis auf den bewaldeten Höhenzug (bis 315 m), der die Täler von Tounolle und Buthiers trennt. Diese Höhen bestehen überwiegend aus Kalkschichten der oberen Jurazeit. Im Norden erstreckt sich der Gemeindeboden in das ausgedehnte Waldgebiet des Bois du Chanois. Hier wird mit 351 m die höchste Erhebung von Boult erreicht.
Zu Boult gehört der Weiler La Tounolle (235 m) im Tälchen des gleichnamigen Baches. Nachbargemeinden von Boult sind Montarlot-lès-Rioz im Norden, Sorans-lès-Breurey im Osten, Voray-sur-l’Ognon, Bussières und Boulot im Süden sowie Chaux-la-Lotière im Westen.

## Geschichte
Der Ortsname leitet sich vom altfranzösischen Wort boul (Birke) ab. Im Mittelalter gehörte Boult zur Freigrafschaft Burgund und darin zum Gebiet des Bailliage d’Amont. Die Herrschaft Boult wird bereits im Jahr 1140 erstmals erwähnt. Sie erstreckte sich über mehrere Dörfer der Umgebung. 1535 gelangte die Gegend in den Besitz des Kardinals Antoine Perrenot de Granvelle. Zusammen mit der Franche-Comté gelangte Boult mit dem Frieden von Nimwegen 1678 definitiv an Frankreich. Während des 18. und 19. Jahrhunderts war das Dorf über die Region hinaus bekannt durch seine Fayence-Manufaktur. Heute ist Boult Mitglied des 33 Ortschaften umfassenden Gemeindeverbandes Communauté de communes du Pays Riolais.

## Sehenswürdigkeiten

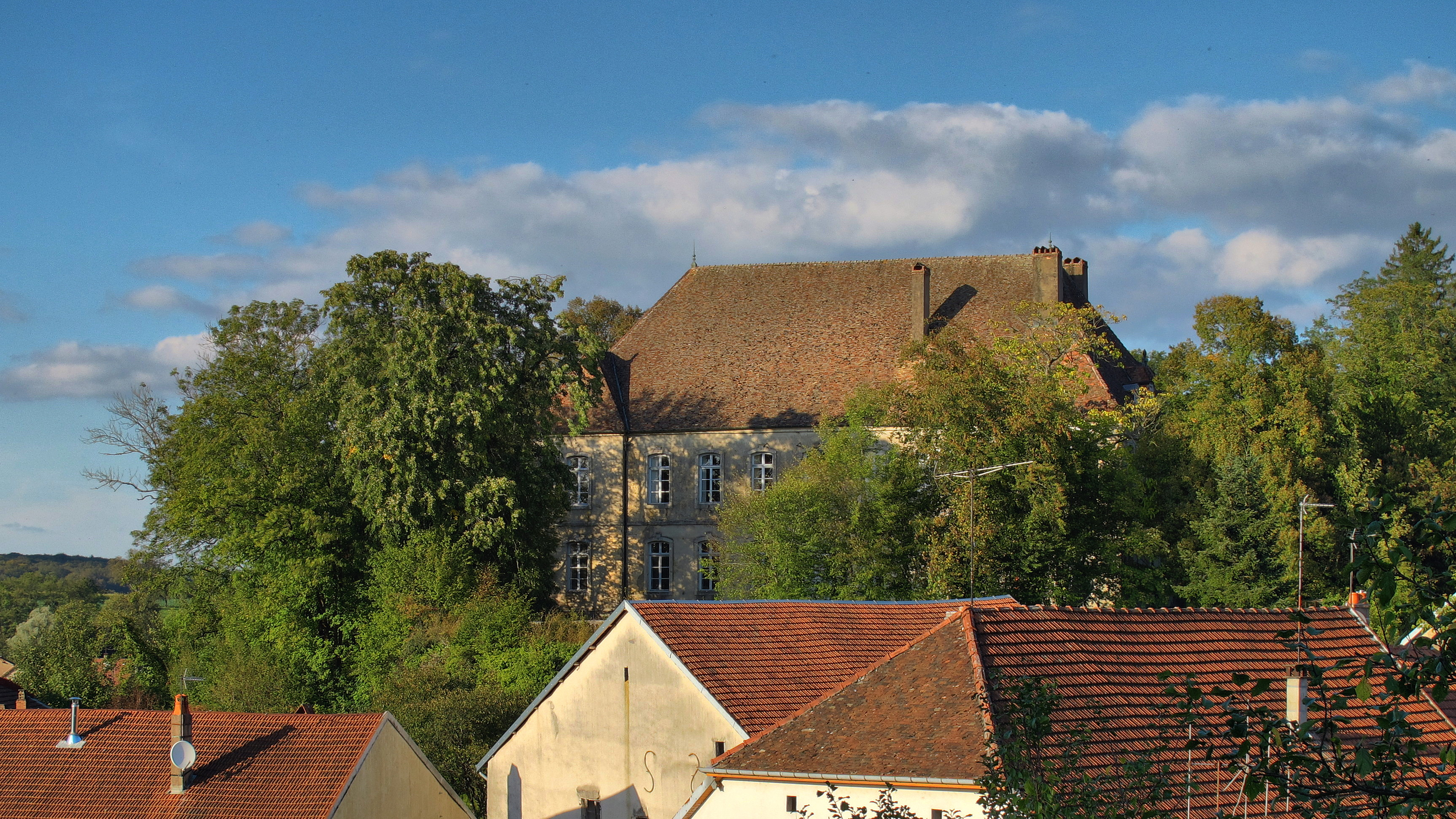
Château de Boult

Die Kirche Saint-Maurice wurde im 18. Jahrhundert erbaut und besitzt eine reiche Ausstattung aus dieser Zeit.
Ebenfalls aus dem 18. Jahrhundert stammt das Château de Boult. Im alten Ortskern sind verschiedene Häuser aus dem 18. und 19. Jahrhundert erhalten, die den traditionellen Stil der Haute-Saône zeigen.
Das Lavoir, ein ehemaliges Waschhaus und Viehtränke, wurde 1820 errichtet.

## Bevölkerung
| Jahr                       | 1962 | 1968 | 1975 | 1982 | 1990 | 1999 | 2009 | 2020 |
| Einwohner                  | 325  | 317  | 334  | 336  | 348  | 420  | 524  | 692  |
| Quellen: Cassini und INSEE |      |      |      |      |      |      |      |      |

Mit 708 Einwohnern (1. Januar 2022) gehört Boult zu den kleinen Gemeinden des Départements Haute-Saône. Nachdem die Einwohnerzahl in der ersten Hälfte des 20. Jahrhunderts deutlich abgenommen hatte (1881 wurden noch 694 Personen gezählt), wurde seit Beginn der 1990er Jahre wieder ein kontinuierliches Bevölkerungswachstum verzeichnet.

## Wirtschaft und Infrastruktur
Boult war bis weit ins 20. Jahrhundert hinein ein vorwiegend durch die Landwirtschaft (Ackerbau, Obstbau und Viehzucht) und die Forstwirtschaft geprägtes Dorf. Heute gibt es verschiedene Betriebe des lokalen Kleingewerbes. In den letzten Jahrzehnten hat sich das Dorf zu einer Wohngemeinde gewandelt. Viele Erwerbstätige sind deshalb Wegpendler, die in den größeren Ortschaften der Umgebung und in der Agglomeration Besançon ihrer Arbeit nachgehen.
Die Ortschaft liegt abseits der größeren Durchgangsachsen an einer Departementsstraße, die von Rioz nach Étuz führt. Der nächste Anschluss an die Autobahn A36 befindet sich in einer Entfernung von ungefähr 14 Kilometern. Weitere Straßenverbindungen bestehen mit Montarlot-lès-Rioz, Voray-sur-l'Ognon, Bussières und Chaux-la-Lotière.